# 시모키타한토 국정공원
시모키타한토 국정공원(下北半島国定公園)은 일본 아오모리현 동부에 위치한 시모키타반도의 주요 경승지를 포함하는 국정공원이다. 오소레산과 주변의 칼데라 지대, 야겐 계류를 중심으로, 반도 서안의 다이지마섬에서 벤텐섬에 이르는 호토케가우라를 포함한 약 15km의 해안선, 그리고 오마곶 및 시리야곶의 선단 부분이 지정 구역으로 되어 있다. 1968년 7월 22일 지정되었다.

## 주요 경승지
- 오소레산 - 휴화산이다. 무수한 분기공이 있고, 거기서 유황 가스가 분출한다. 그 때문에 식물은 거의 자라지 않고, 암석은 화학 분해 되어 황백색으로 변색하고 있다.
- 야겐 계류 - 야겐 온천향으로 알려진 청류.
- 호토케가우라 - 해식에 의해 형성된 기암군이다. 불교 문화와의 관계가 깊고 기승에 부처의 이름이 사용되고 있다. 국가 명승 및 천연 기념물이다.
- 오마곶 - 혼슈 최북단이다. 쓰가루 해협을 분리하여 홋카이도를 바라본다. 오마 참치로 유명하다.
- 후리야곶 - 선단 부분에 모래언덕이 발달하였다. 거기서 반야생적으로 방목되는 간다치메가 유명하다.

## 같이 보기
- 일본의 국립공원